# オレニョーク地区
オレニョーク地区(オレニョークちく、ロシア語: Оленёкский улу́с; サハ語: Өлөөн улууһа)とは、ロシア連邦、サハ共和国の34の地区（ラヨン、ulus）のうちの一つである。面積は318,000 km2。地区の中心地はオレニョーク。人口4,127人（2010年）。

## 地理
オレニョーク川、アナバル川が地区内を流れる。地区内最大の湖は、エイク湖。
1月の平均気温は−36から−40 °C、7月の平均気温は+12から+14 °C。

## 歴史
地区は1935年10月1日に設立。

## 行政区画
地区の管轄下には以下4つの村（nasleg）がある。
- エイク
- ハリヤラフ
- オレニョーク（地区の中心地）
- ジリンダ